# Портнова, Зинаида Мартыновна
Зинаи́да Марты́новна (Зи́на) Портнова (20 февраля 1926, Ленинград — 10 января 1944, Полоцк или деревня Горяны, Полоцкий район, Витебская область) — пионер-герой, советская подпольщица, партизанка, член подпольной организации «Юные мстители», разведчица партизанского отряда имени К. Е. Ворошилова на оккупированной немецкими войсками территории Белорусской ССР. Герой Советского Союза (1958, посмертно).

## Биография
Родилась 20 февраля 1926 года в городе Ленинград в семье рабочего. По национальности белоруска. К 1941 году окончила 7 классов.
В начале июня 1941 года приехала на школьные каникулы в деревню Зуи, близ станции Оболь Шумилинского района Витебской области. После нападения Германии на СССР Зина Портнова оказалась на оккупированной территории. С 1942 года — член Обольской подпольной организации «Юные мстители», руководительницей которой была будущий Герой Советского Союза Е. С. Зенькова, член комитета организации. В подполье была принята в ВЛКСМ.
Согласно советской историографии, Портнова участвовала в распространении листовок среди населения и диверсиях против захватчиков. Работая в столовой курсов переподготовки немецких офицеров, по указанию подполья она отравила суп крысиным ядом (не смертельно отравлены были 24 офицера). Немцы начали поиск злоумышленников, подозревая всех и каждого. Попала под подозрение и Зина; немцы предложили ей съесть несколько ложек супа из котла (ожидая, что тот, кто отравил суп, зная о яде в нём, откажется это делать) — однако Зина съела предложенный ей суп, тем самым отведя от себя подозрения. Она не помнила, как добралась до крыльца бабушкиного дома; та отпоила её травяными отварами и молочной сывороткой, и девушка осталась жива. После произошедшего оставаться в деревне Зине было смертельно опасно, и Портнову переправили в партизанский отряд.
С августа 1943 года Зина была разведчицей партизанского отряда имени К. Е. Ворошилова. В декабре 1943 года, возвращаясь с задания по выяснению причин провала организации «Юные мстители», была схвачена в деревне Мостище и опознана некой Анной Храповицкой. На одном из допросов в гестапо деревни Горяны (ныне Полоцкого района Витебской области Беларуси) следователь угрожал ей пистолетом, но Зина молчала. Когда следователь отвлёкся на въезжающие в двор машины, Зина схватила со стола его пистолет и застрелила следователя и ещё двух гитлеровцев. Пыталась бежать, но была схвачена. После этого её пытали больше месяца, надеясь получить какую-либо информацию о партизанах.
Утром 10 января 1944 года Зина Портнова была расстреляна в тюрьме города Полоцк (по другой версии — в деревне Горяны).

## Семья
- Мать — Анна Исааковна[1] Портнова
- Младшая сестра — Галина (в замужестве — Мельникова)[2]
- Тётя — Ирина Езовитова[2]
- Бабушка — Ефросиньия Ивановна Яблокова[2]

## Награды
- Указом Президиума Верховного Совета СССР от 1 июля 1958 года Зинаиде Мартыновне Портновой присвоено звание Героя Советского Союза (посмертно) с вручением ордена Ленина и медали «Золотая Звезда».

## Память
- Имя Зины Портновой присвоено улице в Кировском районе Санкт-Петербурга.
- С 1968 по 2000 год в Дальневосточном морском пароходстве существовало судно «Зина Портнова».
- На автодороге А215 в городском посёлке Оболь (Беларусь) находится памятная стена, на которой перечислены активные участники Обольской подпольной группы, в том числе и Зина Портнова.
- В Оболь также:
  - есть улица Зины Портновой,
  - школа носит имя Зины Портновой,
  - в фойе этой школы установлен бюст и мемориальная доска,
  - работает музей подпольной организации «Юные Мстители»,
  - на улице Нины Азолиной сохранился дом, в котором жила Зина Портнова.Салфетка, связанная Зиной Портновой, в обольском музее.
- На Аллее Героев перед Шумилинским историко-краеведческим музеем на гранитной плите выбиты портрет и имя З. М. Портновой.
- Зина Портнова официально была причислена к «пионерам-героям» Советского Союза[3][4].
- В 1978 году издан художественный маркированный конверт, посвящённый героине.
- Памятник Зине Портновой в селе Ягодное, близ Тольятти — территория бывшего пионерского лагеря «Алые паруса».
- В Москве на территории Выставки достижений народного хозяйства у входа в павильон № 8 установлен бюст работы скульптора Наума Конгисера.
- Стала прототипом персонажа российско-японско-канадского анимационного фильма в жанре фэнтези «Первый отряд».
- Музей Зины Портновой при школе № 608 в Кировском районе Санкт-Петербурга[5].
- Портрет Зинаиды Портновой в Санкт-Петербурге по адресу Новгородская улица, дом 2а, лит. Д[6]. Граффити на трансформаторной подстанции ПАО «Ленэнерго» выполнено художниками арт-группы HoodGraff. Невзирая на мнение горожан, 25 августа 2020 г. ГАТИ Санкт-Петербурга предписало в трёхдневный срок закрасить стену и удалить изображение[7].
- В 2015 году барельеф Зины Портновой установлен на Аллее пионеров-героев в Ульяновске[8].
- Сюжет вышедшего в 2021 году юношеского романа «Лето в пионерском галстуке» строится вокруг постановки спектакля о подвиге пионеров-героев и в частности Зины Портновой, чьим именем назван пионерский лагерь, в котором разворачивается действие романа.
- Имя З. М. Портновой присвоено Обольской средней школе[9].
- Пионерская дружина средней школы № 9 г. Витебска носит имя З. Портновой[10].

- Памятная доска в Санкт-Петербурге. Улица Зины Портновой
- Мемориальная доска ул. Зины Портновой, д.60 Санкт-Петербург
- Посвящённый Зинаиде Портновой художественный маркированный конверт СССР 1978